# 小行星5087
小行星5087（5087 Emelʹyanov）是一颗绕太阳运转的小行星，为主小行星带小行星。该小行星于1978年9月12日发现。

## 轨道参数
小行星5087的轨道半长轴为2.7451351 UA，离心率为0.007。